# 京葉学院
京葉学院（けいようがくいん）は、株式会社京葉学院が運営する集団授業、または個別指導学習塾・進学教室である。本部は千葉県千葉市中央区新千葉。1975年創立。

## 概要
千葉県内に、小中学部は31校舎、高校部は7校舎、タクシスは5校舎、ネクサスは3校舎を展開している。

## 京葉学院 小・中学部
小学3年生から通うことができる。コース制を採用しており、クラスは学年によって名称が異なる。また、学年やクラスによって選択講座も受講することができる。講師は各校舎に複数名から多数名おり、それぞれが担当教科を持っている。学院生には一人一人に個人担当がつくことになっていて、担当の講師は学院生の希望に沿って決められる。

### 校舎
校舎は小学部、中学部共通である。教室は複数ある。

### 授業
指導は対話型授業。各授業と家庭学習の積み重ねで真の学力を身に付ける授業スタイルをとっている。また、各日授業後に、演習タイムという、授業内容の問題を自分で解くことができるかチェックする時間が設けられている。

## 高校部 KG PREP SCHOOL
小中学部と同じく、個人担当制がある。校舎は小・中学部とは異なっている。自習室も備わっており、学院生ならば本人の校舎に限らず、高校部・Nexusの全校舎の自習室を利用することができる。

## 個別指導 タクシス
個別指導 タクシスは、京葉学院グループの個別指導学習塾。

## 校舎

### 小中学部
- 千葉校
- 姉崎校
- 木更津校
- 稲毛校
- 君津校
- 八幡校
- 都賀校
- 成田校
- 五井校
- 誉田校
- 幕張ベイタウン校
- 佐倉校
- 西千葉校
- 四街道校
- 東金校
- 茂原校
- 土気校
- 新検見川校
- 蘇我校
- 八街校
- 鎌取校
- 八千代中央校
- 幕張本郷校
- 千葉みなと校
- 稲毛海岸校
- 新浦安校
- 津田沼校
- 船橋校
- 行徳校
- おおたかの森校
- 西船橋校

### 高校部
- 木更津校
- 君津校
- 茂原校
- 蘇我校
- 西千葉校
- 千葉校
- 成田校

### 個別指導タクシス
- 蘇我教室
- 土気教室
- 茂原教室
- 木更津教室
- 稲毛海岸教室

### Nexus
- 西千葉校
- 成田校
- 君津校

### その他
- 京葉学院ライオン校

### 閉鎖校舎
- 八千代村上校
- 誉田校

## 歴史・沿革
1975年に創立され、2年後の1977年に京葉学院進学予備校と改称された。
1984年には、各校舎の名称を、教室から校に変更された。また、1997年に元の京葉学院に改称された。
- 1975年　京葉学院創立
- 1977年　京葉学院進学予備校に改称、千葉教室（現千葉校）・市原教室（現姉崎校）開校
- 1981年　木更津教室（現木更津校）開校
- 1982年　稲毛教室（現稲毛校）開校
- 1984年　君津教室（現君津校）、八幡校開校
- 1986年　都賀校、成田校開校
- 1987年　五井校開校
- 1988年　誉田校、検見川校開校
- 1989年　佐倉校開校
- 1990年　西千葉校、四街道校開校
- 1991年　東金校、茂原校開校
- 1992年　土気校開校
- 1993年　新検見川校、蘇我校開校
- 1996年　八街校開校
- 1997年　京葉学院に改称
- 1998年　鎌取校開校
- 1999年　検見川校が移転、検見川浜校(現幕張ベイタウン校)に改称
- 2001年　高校部木更津校、高校部君津校開校
- 2002年　高校部茂原校、個別指導タクシス土気教室開校
- 2003年　個別指導タクシス茂原教室、個別指導タクシス木更津教室開校
- 2005年　高校部蘇我校、個別指導タクシス蘇我教室開校
- 2006年　個別指導タクシス検見川浜教室開校
- 2007年　八千代中央校、幕張本郷校開校
- 2009年　千葉みなと校開校
- 2010年　高校部西千葉校(現ネクサス西千葉校)開校
- 2011年　高校部成田校(現ネクサス成田校)、ネクサス千葉校(現高校部千葉校)開校
- 2012年　稲毛海岸校開校
- 2014年　個別指導タクシス稲毛海岸教室、新浦安校開校
- 2015年　津田沼校開校
- 2016年　船橋校、個別指導タクシス幕張ベイタウン教室開校
- 2017年　行徳校開校
- 2019年　おおたかの森校開校、新検見川校移転
- 2021年　四街道校移転
- 2023年　西船橋校開校

## キャラクター

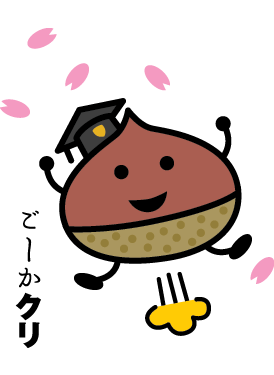

京葉学院には果物、野菜等をモチーフにしたキャラクターが存在する。
- 学力アップル
- ごーかクリ
- やるキノコ
- がんばレモン
- えいえいオーレンジ
- 個人担トウモロコシ
- 勉強スラスらっかせい
- カキ講習
- かぼチャレンジ
- たけの根性
- なんでもこナス
- ハッピーチ
- ファイトマト
- やったネギ
- レッツゴーヤ
- 学力ストロベリーグッド
- 輝キウイ
- 勉強スイスイカ
- せい貝
- ごーかくはまぐり
- きっとだいじょうブロッコリー
- 成績ごぼうぬき
- ミスなし

など25種類程いる。
学力アップル、必勝やるきのこ、ごーかクリの三匹をまとめて「味覚戦隊ウマインジャー」と呼ばれることがある。